# Articles organiques
Les articles organiques sont un ensemble d'articles de la loi du 18 germinal an X (8 avril 1802), dite du Concordat, qui organisent l'exercice des cultes catholique et protestants en France. Le traité du concordat de 1801, signé le 26 messidor an IX entre le pape Pie VII et Napoléon Bonaparte, alors Premier consul, est un traité international de 17 articles qui ne concerne que les rapports entre la France et l’Église catholique. Il est inscrit dans la loi augmenté de ces articles organiques, 77 concernant le culte catholique et 44 le culte protestant.
Promulgués unilatéralement le 8 avril 1802 par le gouvernement français, ces articles supplémentaires ne seront jamais acceptés par le Saint-Siège. Pour les protestants français, ces articles reconnaissent leur culte et constituent des Églises consistoriales de 6 000 personnes. Toutefois, luthériens et réformées restent séparés et il n'existe pas de structure nationale à la tête de l’Église réformée. Ces deux Églises feront partie des membres fondateurs de la Fédération protestante de France en 1905.

## Articles organiques relatif au culte catholique

### Orientation gallicane
Les articles organiques dessinent une Église uniformisée dont la liturgie et le catéchisme, uniques pour tout le pays, prévoient de prier pour le Gouvernement de la République et pour les Consuls (article 51). 
Le texte inspire une Église nouvellement hiérarchisée : les vicaires et desservants sont soumis à la surveillance des curés ; les curés sont soumis à celle de l’évêque et, surtout, contrôlée par le pouvoir civil : le gouvernement décide seul de la création de nouvelles paroisses, de l’érection de chapelles domestiques et d’oratoires particuliers, de l’établissement des fêtes religieuses, de l’organisation des séminaires, du nombre des ordinations, de la publication des textes pontificaux, de la convocation des conciles nationaux ou des synodes diocésains. 
Fortement gallicane également est l'uniformisation du costume ecclésiastique à la française, non à l'italienne.
Surtout, l’État, au nom de l’utilité sociale de la religion dont il se fait le garant, s’immisce dans la doctrine catholique dans un sens gallican (c’est-à-dire favorable à l’Église de France). 
Ainsi, un ecclésiastique peut être poursuivi devant le Conseil d'État pour atteinte aux « libertés, franchises et coutumes de l’Église gallicane » (article 6). 
L’enseignement dans les séminaires diocésains devra être conforme à la déclaration des Quatre articles de 1682 et les prêtres qui y enseignent devront y avoir souscrit au préalable (article 24).

### Aspects matériels
Les articles organiques fixent la délimitation des 50 diocèses et des 10 archidiocèses (Paris, Malines, Besançon, Lyon, Aix, Toulouse, Bordeaux, Bourges, Tours, Rouen), ainsi que les différents traitements (15 000 francs pour les archevêques, 10 000 francs pour les évêques, 1 500 ou 1 000 francs pour les curés). 
Les édifices cultuels (cathédrales, églises...) sont « mis à la disposition » des évêques (article 75), et les communes doivent procurer au prêtre de la paroisse un presbytère « avec jardin » (article 72).
La gestion matérielle de la paroisse sera assurée par un conseil de fabrique, qui compte de droit le curé et le maire de la commune (article 76). 
Les articles organiques prévoient la création d’une cure par ressort de justice de paix (qui correspond approximativement au canton), et autant de succursales « que le besoin pourra l’exiger » (article 60). 
Les curés, distribués en deux classes, bénéficient de l’inamovibilité, tandis que les desservants sont révocables à tout moment par l’évêque (article 63). 
Les vicaires secondent curés et desservants dans les paroisses les plus importantes. 
Le clergé concordataire est ainsi constitué d’une « aristocratie », celle des curés appelés plus tard doyens, et la « plèbe » des succursalistes soumis à ce que Lamennais appellera plus tard le « despotisme épiscopal ».
Le mariage civil devra obligatoirement précéder le mariage religieux (article 54). C'est l'instauration de l'obligation d'antériorité du mariage civil sur le mariage religieux.

## Articles organiques des cultes protestants
Les articles organiques des cultes protestants, préparés par le conseiller d'État Portalis et le Premier consul Bonaparte, organisent et donnent un statut public aux deux Églises protestantes, l'Église de la Confession d'Augsbourg et l'Église réformée, le gouvernement ayant en effet rapidement renoncé à la formule d'une Église unie,. Seule la première dispose d'organes centraux au niveau national, la seconde étant composée d'églises consistoriales quasi-autonomes, regroupant chacune environ 6 000 fidèles. Le protestantisme français restera divisé jusqu'à la création en 1905 de la Fédération protestante de France.
Des postes de pasteurs, payés par l'État, sont prévus dans les consistoires des deux Églises. À tous les niveaux des deux Églises, les assemblées et conseils sont composés de pasteurs et de laïcs, ces derniers étant majoritaires dans les instances luthériennes et à égalité avec les pasteurs dans les instances réformées.

### Église luthérienne
Un consistoire général et un directoire installés à Strasbourg sont chargés d'administrer l'Église de la Confession d'Augsbourg. Celle-ci est organisée en huit inspections ecclésiastiques, regroupant quarante consistoires, à raison d'environ cinq consistoires par inspection. Des postes d'inspecteurs ecclésiastiques sont prévus dans les inspections de l'Église de la Confession d'Augsbourg, chargés d'un ministère de type épiscopal. Une académie pour la formation des pasteurs est prévue à Strasbourg. Elle deviendra la faculté de théologie protestante de Strasbourg.

### Église réformée
L'Église réformée ne disposait pas d'organes centraux et était organisée en consistoires, regroupés dans des consistoires régionaux dépourvus de réels pouvoirs. La faculté de théologie de l'université de Genève devient l'académie de référence des réformée. Genève est alors le chef-lieu du département du Léman, un territoire français. En 1808 est créée la faculté de théologie protestante de Montauban.

### Réception
Cette loi fut d'abord favorablement accueillie, car elle restituait un statut juridique aux Églises protestantes qui en étaient dépourvues depuis la Révolution en ce qui concerne l'Alsace et depuis la révocation de l'édit de Nantes en 1685 pour le reste de la France. Mais des critiques fondamentales furent très tôt formulées : tutelle excessive de l'État ; poids des notables aux divers niveaux de l'Église; faiblesse des organes centraux (Église de la Confession d'Augsbourg) ou absence de tels organes (Église réformée ); disparition sur le plan juridique de la paroisse, cellule de base de toute Église de la Réforme ; nominations des pasteurs sans concertation avec les communautés de fidèles.
Jusqu'à la séparation des Églises et de l'État en 1905 et jusqu'à nos jours en Alsace et en Moselle, l'histoire du statut légal des cultes protestants s'identifiera avec un effort permanent en vue d'une transformation du régime plus ou moins imposé en 1802. Un premier succès fut obtenu avec le décret du 26 mars 1852, qui accorda la personnalité morale aux paroisses et instaura le suffrage universel masculin.
Les Articles organiques des cultes protestants de 1802 et le décret du 26 mars 1852, plusieurs fois modifié depuis lors (décrets du 17 juillet 1987, du 24 mars 1992, du 10 janvier 2001 et du 18 avril 2006), constituaient les fondements juridiques du statut des deux Églises protestantes reconnues.

## Devenir
Avec les articles organique de 1802, qui concernent les cultes catholique et protestants, puis la création en 1808 du Consistoire central israélite de France, l’État français inscrit le principe de la liberté religieuse, grand principe de la Révolution française, dans le cadre d'un système de culte reconnus et encadrés.
Le Concordat et les Articles organiques resteront en fonction jusqu'à la loi de Séparation des Églises et de l'État en 1905, excepté dans les trois « départements concordataires » que sont le Bas-Rhin, le Haut-Rhin et la Moselle où, pour des raisons historiques liées au rattachement de l'Alsace-Lorraine à l'Empire allemand en 1871, ces textes sont toujours en vigueur. Le Conseil constitutionnel, répondant à une question prioritaire de constitutionnalité (QPC) par sa décision du 21 février 2013, a estimé que le régime local des cultes d'Alsace et de Moselle, fondé sur le concordat de 1801 et les Articles organiques de 1802, n'était pas conforme au principe de laïcité inscrit dans l'article 1er de la constitution de 1958, mais qu'il avait été maintenu à titre d'exception par les constituants de 1946 et 1958.

## Sources
- Un Agent de Contentieux Administratif, Le Concordat de 1801 et les Articles organiques du Culte Catholique avec toutes les modifications jusqu'à nos jours : Textes officiels annotés avec les protestations du pape Pie VII contre les articles organiques, Marseille, Librairie de l'Œuvre de Don Bosco, 1894, 130 p. (lire en ligne)
- Bernard Ardura, Le concordat entre Pie VII et Bonaparte, Cerf, Paris, 2001, 146 p.  (ISBN 2-204-06698-2).
- Jean Volff, La législation des cultes protestants en Alsace et en Moselle, Oberlin, Strasbourg, 1993, 362 p.  (ISBN 2-85369-131-4).
- Jean Volff, Dictionnaire juridique et pratique des Églises protestantes d'Alsace et de Lorraine, Olivétan, Lyon, 2016, 343 p.
- Patrick Cabanel, Histoire des Protestants en France (XVIe – XXIe siècle), Fayard, Paris, 2012